# 가미요시촌 (효고현)
가미요시촌(神美村)은 효고현 이즈시군에 설치되었던 촌이다. 현재의 도요오카시에 해당한다.